# Zostera
Zostera L., 1753 è un genere di piante acquatiche appartenente alla famiglia delle Zosteraceae.

## Descrizione

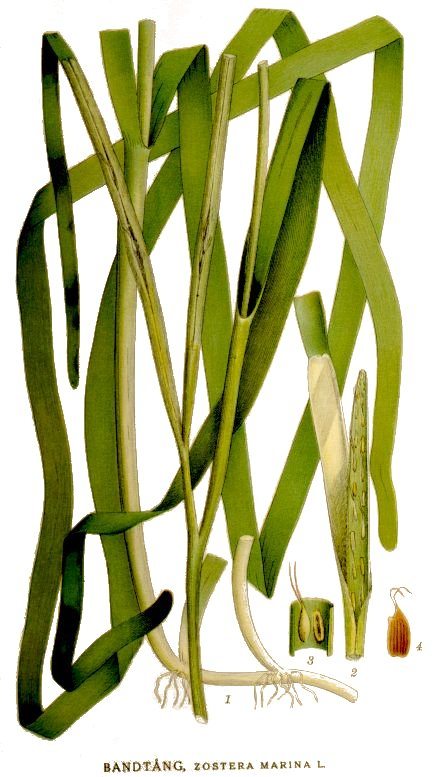

Le piante di questo genere sono caratterizzate dalle lunghe foglie nastriformi con bordo liscio nel settore apicale (differenza da Cymodocea nodosa che invece ha il bordo dentellato), ogni fascio porta da 2 a 8 foglie. Le nervature sono parallele. I rizomi sono sottili e le radici poco robuste.
Si tratta di specie monoiche, i fiori sono prodotti in primavera, l'infiorescenza è uno spadice coperto parzialmente da una brattea.

## Biologia
La riproduzione avviene sia sessualmente che asessualmente. In genere la moltiplicazione asessuale, mediante stoloni, è molto più comune.

## Distribuzione e habitat
Questo genere è ampiamente diffuso nei settori settentrionali degli oceani Atlantico e Pacifico, raggiungendo e superando il Circolo polare artico. Le specie di Zostera tendono a prediligere mari con salinità non elevata e, nei mari molto salati (come il Mediterraneo) hanno degli areali di tipo relitto essendo confinate in zone ipoaline.

## Tassonomia
Il genere comprende le seguenti specie:
- Zostera angustifolia (Hornem.) Rchb.
- Zostera asiatica Miki
- Zostera caespitosa Miki
- Zostera capensis Setch.
- Zostera capricorni Asch.
- Zostera caulescens Miki
- Zostera japonica Asch. & Graebn.
- Zostera marina L.
- Zostera mucronata Hartog
- Zostera muelleri Irmisch ex Asch.
- Zostera nigricaulis (J.Kuo) S.W.L.Jacobs & Les
- Zostera noltii Hornem.
- Zostera novazelandica Setch.
- Zostera polychlamys (J.Kuo) S.W.L.Jacobs & Les
- Zostera tasmanica M.Martens ex Asch.